# Heidrun Borgwardt

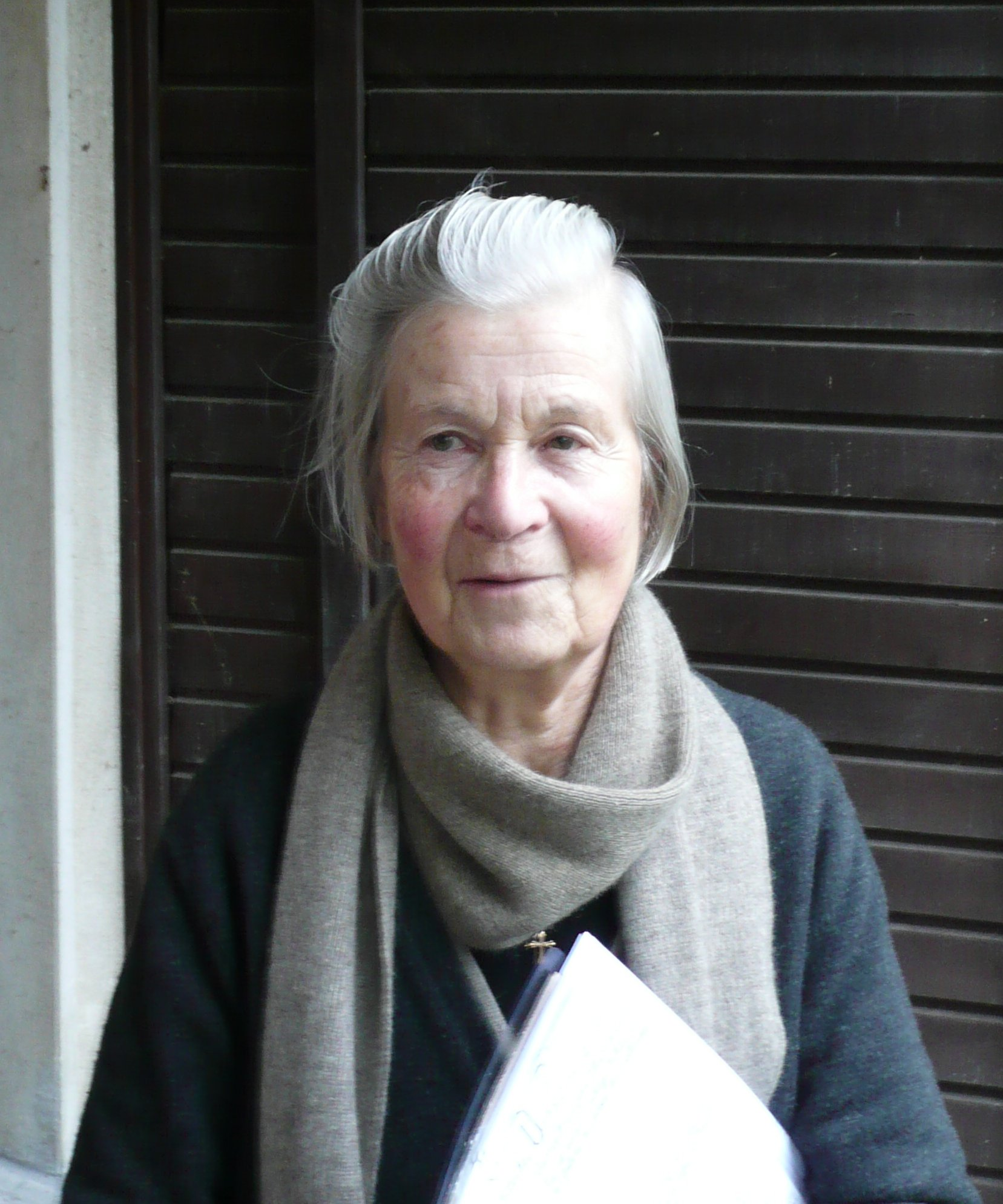
Heidrun Borgwardt 2013

Heidrun Borgwardt, geb. Lindner (* 2. Juli 1934 in Stettin; † 30. April 2024 in Kiel), war eine deutsche Zeichnerin und Malerin.

## Leben
Heidrun Borgwardt ist die Tochter des bildenden Künstlers Matthias Lindner (1895–1987). Nach der Flucht gegen Ende des Zweiten Weltkriegs blieb die Familie in Schleswig-Holstein. Von 1951 bis 1955 studierte Heidrun Borgwardt an der Muthesius Kunsthochschule in Kiel. Danach hatte sie bis 1958 eine Beschäftigung als Zeichnerin für Ausgrabungen der Vor- und Frühgeschichte im Landesmuseum Schloss Gottorf. Von 1955 bis 1958 folgte eine Tätigkeit als Textilgravurzeichnerin in Wesel. Sie kehrte nach Schleswig-Holstein zurück und heiratete Bernard Borgwardt, ihren ehemaligen Lehrer an der Muthesius Kunsthochschule. 1959 und 1960 wurden ihre beiden Töchter geboren. Erst als diese 9 und 10 Jahre alt waren, begann Heidrun Borgwardt 1969 ihre künstlerische Laufbahn.
Von 1969 bis 1977 zeichnete sie mit Bleistift farbstarke Bilder. Als sie diese Darstellungsform für abgeschlossen hielt, suchte sie neue Wege des künstlerischen Ausdrucks in großformatigen Aquarellen (100 × 150) und Chinatusche-Zeichnungen im DIN-A4-Format. Ab 1988 malt sie auch mit Ölfarben.
Neben ihrer eigenen bildnerisch kreativen Tätigkeit unterrichtet Heidrun Borgwardt seit den 1970er-Jahren Zeichnen und Aquarellieren an den Volkshochschulen Flintbek und Kiel. 2001 begann sie – als zweites künstlerisches Ausdrucksmittel – Gedichte zu schreiben und veröffentlichte zwölf Bände mit Zeichnungen aus der jeweils aktuellen Produktion. Heidrun Borgwardt überließ ihr gesamtes zeichnerisches Werk sowie ausgewählte Aquarelle und Ölgemälde dem „Forum für Nachlässe von Künstlerinnen und Künstlern e. V.“ in Hamburg-Niendorf.

## Werk
Die frühen großformatigen Zeichnungen erschweren ihre „Lesbarkeit“ durch ungewöhnliche Ausformung des Sujets und seiner Anordnung im Bildraum. Die Künstlerin beginnt mit eigenständigen abstrakten Linien und Formen, die sie langsam und über verschiedene Zwischenstadien zu konkreten Darstellungen entwickelt. Sujets sind der Mensch in seinen Beziehungen zu den Mitmenschen, oft in Alltagssituationen.

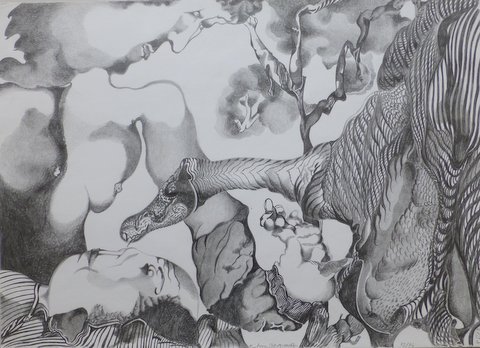
Heidrun Borgwardt: Frau Mann Tier Baum, Zeichnung 1975–76

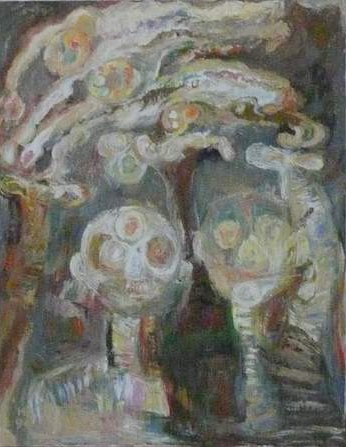
Heidrun Borgwardt: „Bild vom Aufgefangen Werden“, Öl auf Leinwand, 1996

Heidrun Borgwardt betont immer wieder, dass sie bei keinem ihrer Werke von einer (Bild-)Idee ausgeht, auch keinen direkten Anregungen folgt. Die Eindrücke und Erlebnisse müssten erst langsam reifen und fruchtbar werden. Sie vergleicht es mit gärtnerischem Kompostieren. Bei ihren Zeichnungen ab 1980, die sie dann durchweg mit dem Rapidographen auf DIN A 4 Schreibblöcken entstehen lässt, wird dieses Reifen und Erinnern zur Methode. Sie beginnt den Block von unten, so dass auf jedem neuen Blatt etwas von der vorigen Zeichnung durchscheint und der Künstlerin den Anstoß zu neuem Bilden gibt, geboren aus „der Dreistigkeit der unendlich sich behauptenden Linie“ (Titel einer Zeichnung vom 15. Februar 1999).
In den Ölbildern, die sie ab 1988 nach einer Zeit des großformatigen Aquarellierens malt, werden die Farben zum bestimmenden Element. „Farben können alles. Für den, der sie lässt.“ wird zu Borgwardts Credo. Die Linien, die Konturen lösen sich in Farbstrichen auf. Doch ist „in den Ölgemälden Heidrun Borgwardts der Widerstand des Figürlichen […] stark genug, um Gesichte erscheinen zu lassen. Gesichte von Urreflexen, von elementar notwendigen Gefühlen […]“.
Erst im fortgeschrittenen Alter gibt Borgwardt ihrer Begabung und Liebe zur kunstvollen Formung von Sprache nach und stellt fest: „Da überraschte mich – siebzigjährig – das Gedichteschreiben. So laufe ich seitdem jeden Morgen Verse dichtend durch die Felder. Kunst ist weniger etwas des Könnens mit Ähnlichkeit, gar Perspektive ...sondern es muß eine Begeisterung mit im Spiel sein; es geht darum, den losen Geist neben sich zur Seite zu haben, der alles begleitet. Das wär’s.“
Dass sprachliche Verdichtung und bildhafte Gestaltung sich gegenseitig nichts nehmen, sondern sich eher verstärken, belegt Borgwardt in „Mein Kunstbuch“ mit eingestreuten exemplarischen Bildwerken aus ihrer langen künstlerischen Laufbahn. Wie als Beweis, dass das Alter ihre bildnerische Potenz weder geschwächt noch gemildert hat, liegen dem Band 20 aktuelle Porträts (alle aus 2017) kopiert im handlichen Format dem „Kunstbuch“ bei.

## Zitat
1988 schreibt Heidrun Borgwardt quasi als Motto für ihre Ausstellungsfolgen „Suchbild Mensch I – V“:
- Spiegel ist Mensch für Mensch
- An nichts ist soviel dran wie an Mensch
- Nichts ist so erregend – aus der Fülle der möglichen Anblicke.

## Einzelausstellungen
(Kurzauswahl)
- 1980 „Zeichnungen, Aquarelle, Textiles“ Galerie Michael Neumann Düsseldorf
- 1985 „Vier Evas“ in St. Marien Lübeck
- 1987 „Suchbild Mensch III“ Städtisches Museum Flensburg
- 1987 „Suchbild Mensch IV“ U-Bahn-Bemalung in Hamburg
- 1989 „Mensch persönlich“ Galerie Beethovenstraße Düsseldorf
- 1999 „Neue Bilder“ Schleswig-Holsteinische Landesbibliothek Kiel